# Crangonyx gracilis
Crangonyx gracilis is een vlokreeftensoort uit de familie van de Crangonyctidae. De wetenschappelijke naam van de soort is voor het eerst geldig gepubliceerd in 1871 door S.I. Smith.